# Melchior Miguel Carneiro Leitão
Melchior Miguel Carneiro Leitão (Coimbra, 1516 o 1519 – Macao, 19 agosto 1583) è stato un patriarca cattolico e gesuita portoghese.

## Biografia

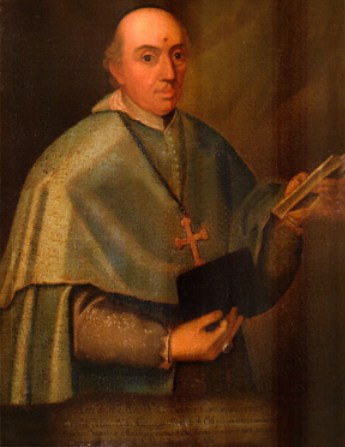
Carneiro Leitão in un ritratto del XVIII secolo.

Nato nel 1516 o nel 1519 a Coimbra, in Portogallo, entrò nella Compagnia di Gesù il 14 marzo 1543.
Il 25 aprile 1543 fu ordinato presbitero.
Il 23 gennaio 1555 fu nominato patriarca coadiutore di Etiopia e gli fu assegnata la sede titolare di Nicea. 	
A seconda delle fonti ricevette la consacrazione episcopale il 4 maggio 1555, ovvero il 15 dicembre 1560 a Goa dal patriarca d'Etiopia João Nunes Barreto. Succedette come patriarca di Etiopia il 9 luglio 1577, e rimase in carica fino al 1581.
Dal 23 gennaio 1576 al 1581 fu anche amministratore apostolico di Macao.
Morì il 19 agosto 1583 a Macao.

## Genealogia episcopale
La genealogia episcopale è:
- Vescovo Julião de Alva
- Patriarca João Nunes Barreto, S.I.
- Patriarca Melchior Miguel Carneiro Leitão, S.I.